# Яковенко Ганна Захарівна
Яковенко Ганна Захарівна (нар. 2 грудня 1925, село Драбівці Золотоніського району Черкаської області) — Герой Соціалістичної Праці (1949).

## Життєпис
Народилася 2 грудня 1925 року в селі Драбівці Золотоніського району в родині селян.
У Рецюківщину разом з матір'ю переїхала в 1933 році.
1934—1937 — навчалась в трьох класах Рецюківської восьмирічної школи. Трудову діяльність розпочала в 1937 році у 12 — річному віці працюючи пастухом свиноферми місцевого радгоспу. 1939—1941 — працювала свинаркою.
Під час німецької окупації працювала на різних сільськогосподарських роботах. З 1943 року знову працювала свинаркою свинорадгоспу «Рецюківщина» Безбородьківської сільради Гельмязівського району Полтавської області.
Обиралась депутатом сільської, районної, обласної Рад депутатів трудящих.
Звання Герой Соціалістичної Праці з врученням золотої медалі «Серп і Молот» і ордена Леніна присвоєно Указом Президії Верховної Ради СРСР від 22 жовтня 1949 року.

## Нагороди
- Герой Соціалістичної Праці (22.10.1949)
- орден Леніна (22.10.1949)
- медаль «Серп і Молот» (22.10.1949)